# 야마모토 스미카
야마모토 스미카(일본어:   山本 鈴美香 , 1949년 6월 17일 ~ )는 일본의 여성 만화가이다.
1971년 《주간 마가렛》에 게재한 〈소노히토코토가 이에나쿠테…(その一言がいえなくて…)〉로 데뷔하였다. 이 작품은 주간마커릿 신인상 입선작이다. 1973년부터 1980년까지 《주간 마가렛》에 연재한 테니스계를 무대로 한 장편 만화 작품인 《에이스를 노려라!》가 인기를 끌었다.
1981년경 이후 신흥 종교 神山会의 무당이 되었다.
"가부키와 오페라와 발레를 주로 봐 오고 있었다" 라고 한다.

## 작품 목록
- 코이시차오카나?(恋しちゃおかナ?)[4]
- 키스니 고요진!(キッスにご用心!)[5]
- 에이스를 노려라!(エースをねらえ!)[6]
- 나나쓰노 엘도라도(7つの黄金郷)[7]
- 힛쿠리카엣타 오모차바코(ひっくりかえったおもちゃ箱)[8]
- 뱌쿠란세후(白蘭青風)[9]
- 아이노 오곤리쓰(愛の黄金率)[10]